# Sicko (Lied)
Sicko (englisch für „geistesgestört“ oder auch „verrückt“) ist ein Lied des deutschen DJs Felix Jaehn, das in Zusammenarbeit mit dem US-amerikanischen Rapper Gashi und der kanadischen Singer-Songwriterin Faangs entstand.

## Entstehung und Artwork
Sicko wurde von den drei Interpreten selbst – Faangs und Gashi unter ihren bürgerlichen Namen „Labinot Larry Gashi“ beziehungsweise „Melissa Storwick“ – gemeinsam mit den Koautoren James Bell, Vincent Kottkamp und dem Produzentenquartett Hitimpulse (bestehend aus: Jeremy Chacon, Jonas Kalisch, Henrik Meinke und Alexsej Vlasenko) geschrieben. Die Produktion erfolgte durch das Produzententeam Hitimpulse, Jaehn und Kottkamp. Abgemischt, gemastert und programmiert wurde das Stück unter der Leitung des österreichischen Tontechnikers Nikodem Milewski. Die Instrumentation erfolgte durch Jaehn (Schlagzeug und Synthesizer), Kalisch (Schlagzeug), Kottkamp (Bassgitarre), Meinke (Synth Pads) sowie Vlasenko (Synthesizer).
Auf dem Frontcover der Single sind lediglich die Künstlernamen und der Liedtitel zu sehen. Die Aufschrift befindet sich in weißer Schrift, zentriert, auf orangen Hintergrund, inmitten des Coverbildes.

## Veröffentlichung und Promotion
Die Erstveröffentlichung von Sicko erfolgte als Download und Streaming am 13. März 2020. Die Veröffentlichung erfolgte als Einzeltrack durch das Musiklabel Virgin Records, der Vertrieb erfolgte durch Universal Music Publishing. Verlegt wurde das Lied durch den Duende Songs Musikverlag, Kookie Diamond und Sony/ATV Music Publishing. Am Tag der Veröffentlichung erschien gleichzeitig eine von Jaehn selbst getätigte Remixversion als Einzeltrack. Am 12. Juni 2020 erschien, ebenfalls als Einzeltrack zum Download und Streaming, eine Remixversion des österreichischen DJs Toby Romeo.

## Inhalt
Der Liedtext zu Sicko ist in englischer Sprache verfasst. Der Titel bedeutet ins Deutsche übersetzt so viel wie „geistesgestört“ oder auch „verrückt“. Die Musik und der Text wurden gemeinsam von James Bell, Faangs, Gashi, Hitimpulse, Felix Jaehn und Vincent Kottkamp geschrieben beziehungsweise komponiert. Musikalisch bewegt sich das Lied im Bereich des Dance-Pops, mit Anleihen aus dem Afrobeat und des Urban. Das Tempo beträgt 125 Schläge pro Minute. Die Tonart ist e-Moll. Inhaltlich beschreibe „Sicko“ eine Person, die mental immer wieder an seine Grenzen komme und von negativen, teilweise verstörenden Gedanken geprägt sei. Viele Künstler, die ständig auf Tour seien und immer wieder auf emotionale Höhen und Tiefen treffen, würden solche Gemütszustände erleben. Jaehn sagte in einem Interview, dass er glaube, alle hätten einen „Sicko“ in sich. Wir alle hätten dunkle Charakterzüge, die ab und an zum Vorschein kämen. Eine Zeit lang hätten diese auch bei ihm die überhandgenommen und sein Leben kontrolliert.
Aufgebaut ist das Lied auf einem Intro, zwei Strophen und einem Refrain. Das Lied beginnt mit dem von Faangs besungenen Intro, an den sich direkt die erste Strophe, die von Faangs in einer Art Rap interpretiert wird, anschließt. Auf die erste Strophe folgt erstmals der Refrain, der von Gashi gesungen wird. An den Refrain reiht sich gleich die zweite Strophe an, die auch von Gashi gesungen wird. Nach dem zweiten Refrain erfolgt zum Abschluss des Liedes nochmals der Refrain, der diesmal von Faangs und Gashi gemeinsam interpretiert wird. Jaehn wirkt an dem Stück nur als Produzent mit, der Hauptgesänge wurden komplett von Faangs und Gashi übernommen.
| “I’ll be like, ‘I’m a sicko. No, you don’t know who you’re playing. Overdose, you can’t take me on a daily, daily. Yeah, baby, I’m a sicko, ha-ah.’” – Refrain, Originalauszug | „Ich werde sagen: ‚Ich bin ein Geistesgestörter. Nein, du hast keine Ahnung, mit wem du spielst. Überdosis, du kannst mich nicht täglich aushalten, täglich. Ja, Liebling, ich bin ein Geistesgestörter, ha-ah.‘“ – Refrain, Übersetzung |

## Musikvideos
Zu Sicko wurden zwei offizielle Musikvideos veröffentlicht. Zunächst erschien ein Lyrikvideo, das seine Premiere am 21. März 2020 auf YouTube feierte. Es zeigt im Vordergrund, wie typischerweise für Lyrikvideos, immer die aktuell besungenen Liedzeilen in weißer Schrift. Im orange-rot gehaltenen Hintergrund sind verschwommene Personen zu erkennen. Das eigentliche Musikvideo feierte schließlich am 8. April 2020 seine Premiere. Es beginnt mit Jaehn, auf dem die Kamera zunächst langsam zuläuft, bis er die Augen schließt. Danach sieht man die drei Interpreten während einer ausgelassenen Feier in einer Villa. Die Gesamtlänge des Videos beträgt 2:36 Minuten. Beide Musikvideos zählten bis Juli 2023 über 3,9 Millionen Aufrufe bei YouTube.

## Mitwirkende
| Liedproduktion - James Bell: Komponist, Liedtexter - Jeremy Chacon: Komponist, Liedtexter, Musikproduzent - Labinot Larry Gashi: Gesang, Komponist, Liedtexter - Felix Jaehn: Komponist, Liedtexter, Musikproduzent, Schlagzeug, Synthesizer - Jonas Kalisch: Komponist, Liedtexter, Musikproduzent, Schlagzeug - Vincent Kottkamp: Bassgitarre, Komponist, Liedtexter, Musikproduzent - Henrik Meinke: Komponist, Liedtexter, Musikproduzent, Synth Pads - Nikodem Milewski: Mastering - Melissa Storwick (Faangs): Gesang, Komponist, Liedtexter - Alexsej Vlasenko: Komponist, Liedtexter, Musikproduzent, Synthesizer | Unternehmen - Duende Songs Musikverlag: Verlag - Kookie Diamond: Verlag - Sony/ATV Music Publishing: Verlag - Universal Music Publishing: Vertrieb - Virgin Records: Musiklabel |

## Rezeption

### Rezensionen
Jannik Pesenacker vom deutschsprachigen Internetauftritt dance-charts.de beschrieb Sicko als relativ kurz gehalten, doch dafür qualitativ umso hochwertiger geglückter „Dance-Pop-Crossover“. Das Stück sei „eindeutig“ düsterer gehalten als die üblichen Produktionen von Jaehn, womit Jaehn „klar“ von seinem üblichen Stil abgewichen. Der Gesang von Faang harmoniere „erstklassig“ mit Gashi Interpretationen. Vor allem im Refrain entstehe durch den gemeinsamen Gesang eine „klasse“ Atmosphäre. Sicko zeichnet sich durch ein „klasse“ Instrumental aus, das gegen Liedende noch ohne Gesang zur Geltung käme und im Rest der Single die Stimmen beider Interpreten „perfekt“ unterlege. Mit Faag und Gashi habe Jaehn die richtigen Sänger dazu geholt. Er habe „erstklassige“ Arbeit beim Produzieren geleistet und auch der Gesänge seien „überraschend tiefsinnig“. Auch wenn Jaehn angedeutet habe, dass Lieder wie Sicko eine Ausnahme bleiben würden, würde sich Pesenacker über weitere derartige Veröffentlichungen freuen.

### Charts und Chartplatzierungen
Sicko erreichte in Deutschland Position 42 der offiziellen Singlecharts. In den deutschen Airplaycharts erreichte die Single Position 24 und in den deutschen Streamingcharts Position 99. Darüber hinaus konnte sich die Single mehrere Wochen in den deutschen iTunes-Tagesauswertungen platzieren und erreichte mit Position 34 seine höchste Chartnotierung am 19. März 2020. 2020 belegte Sicko Rang 79 der deutschen Airplay-Jahrescharts.
Für Jaehn als Interpret ist dies, inklusive des Charterfolgs mit seinem Musikprojekt Eff, der 17. Charterfolg in Deutschland. Als Musikproduzent erreichte Jaehn hiermit zum 16. Mal die Charts in Deutschland, in seiner Autorentätigkeit ist es sein 14. Charterfolg in Deutschland. Kottkamp erreichte mit Sicko jeweils zum fünften Mal die deutschen Singlecharts als Autor und Produzent. Für das Produzentenquartett Hitimpulse ist es die vierte Autorenbeteiligung, die sich in Deutschland platzieren konnte. Als Produzententeam erreichten sie nach Chasing Highs (Alma) und Some Say (NEA) zum dritten Mal die deutschen Singlecharts. Bell, Faangs und Gashi erreichten in allen ihren Funktionen mit Sicko erstmals die Charts in Deutschland.
| ChartsChartplatzierungen | Höchstplatzierung | Wochen |
| ------------------------ | ----------------- | ------ |
| Deutschland (GfK)        | 42 (14 Wo.)       | 14     |

### Auszeichnungen für Musikverkäufe
Im Februar 2022, fast zwei Jahre nach seiner Erstveröffentlichung, wurde Sicko mit einer Goldenen Schallplatte für über 200.000 verkaufte Einheiten in Deutschland ausgezeichnet. Im Juni 2023 folgte Goldstatus für über 15.000 verkaufte Einheiten in Österreich.

| Land/Region        | Auszeichnungen für Musikverkäufe (Land/Region, Auszeichnung, Verkäufe) | Verkäufe |
| ------------------ | ---------------------------------------------------------------------- | -------- |
| Deutschland (BVMI) | Gold                                                                   | 200.000  |
| Österreich (IFPI)  | Gold                                                                   | 15.000   |
| Insgesamt          | 2× Gold ·                                                              | 215.000  |